# Джеррі Шипп
Джеррі Шипп (англ. Jerry Shipp, 27 вересня 1935 — 5 жовтня 2021) — американський баскетболіст.
Олімпійський чемпіон 1964 року.
Переможець Панамериканських ігор 1963 року.